# Robinwood (Maryland)
Robinwood es un lugar designado por el censo ubicado en el condado de Washington en el estado estadounidense de Maryland. En el Censo de 2010 tenía una población de 6.918 habitantes y una densidad poblacional de 692,16 personas por km².

## Geografía
Robinwood se encuentra ubicado en las coordenadas 39°37′36″N 77°39′47″O / 39.62667, -77.66306. Según la Oficina del Censo de los Estados Unidos, Robinwood tiene una superficie total de 9.99 km², de la cual 9.99 km² corresponden a tierra firme y (0%) 0 km² es agua.

## Demografía
Según el censo de 2010, había 6.918 personas residiendo en Robinwood. La densidad de población era de 692,16 hab./km². De los 6.918 habitantes, Robinwood estaba compuesto por el 79.99% blancos, el 10.45% eran afroamericanos, el 0.19% eran amerindios, el 4.83% eran asiáticos, el 0.03% eran isleños del Pacífico, el 1.55% eran de otras razas y el 2.96% pertenecían a dos o más razas. Del total de la población el 5.36% eran hispanos o latinos de cualquier raza.